# Kina ved vinter-OL 2014
Kina deltog ved vinter-OL 2014 i Sotji, som blev afholdt i perioden 7. til 23. februar 2014.

## Medaljer
| 2014 Sotji | Guld | Sølv | Bronze | Total |
| Kina       | 3    | 4    | 2      | 9     |

To guld-, tre sølv- og en bronzemedalje blev taget i kortbaneløb på skøjter (Short Track).